# William D. Ford
William David Ford (ur. 6 sierpnia 1927 w Detroit stanie Michigan, zm. 14 sierpnia 2004 w okręgu miejskim Ypsilanti w Michigan) – amerykański polityk, działacz Partii Demokratycznej.
Studiował prawo na Uniwersytecie w Denver (ukończył studia w 1949); w latach 1944–1946 służył w marynarce wojennej. W 1951 podjął prywatną praktykę adwokacką, był także sędzią pokoju w okręgu miejskim Taylor. 1961–1962 delegat Konwencji Konstytucyjnej Michigan, 1962–1964 członek Senatu stanowego Michigan; 1952–1964 był członkiem władz stanowej organizacji Partii Demokratycznej, wielokrotnie był delegatem na stanowe konwencje partii (1952–1970), w 1968 także delegatem na konwencję krajową. Od stycznia 1965 do stycznia 1995 zasiadał w Izbie Reprezentantów USA, kierował Komitetem Poczt i Służby Cywilnej przez cztery kadencje Kongresu.
Po śmierci jego ciało zostało pochowane na Cmentarzu Narodowym w Arlington w Wirginii.